# Kotzebue (Alaska)

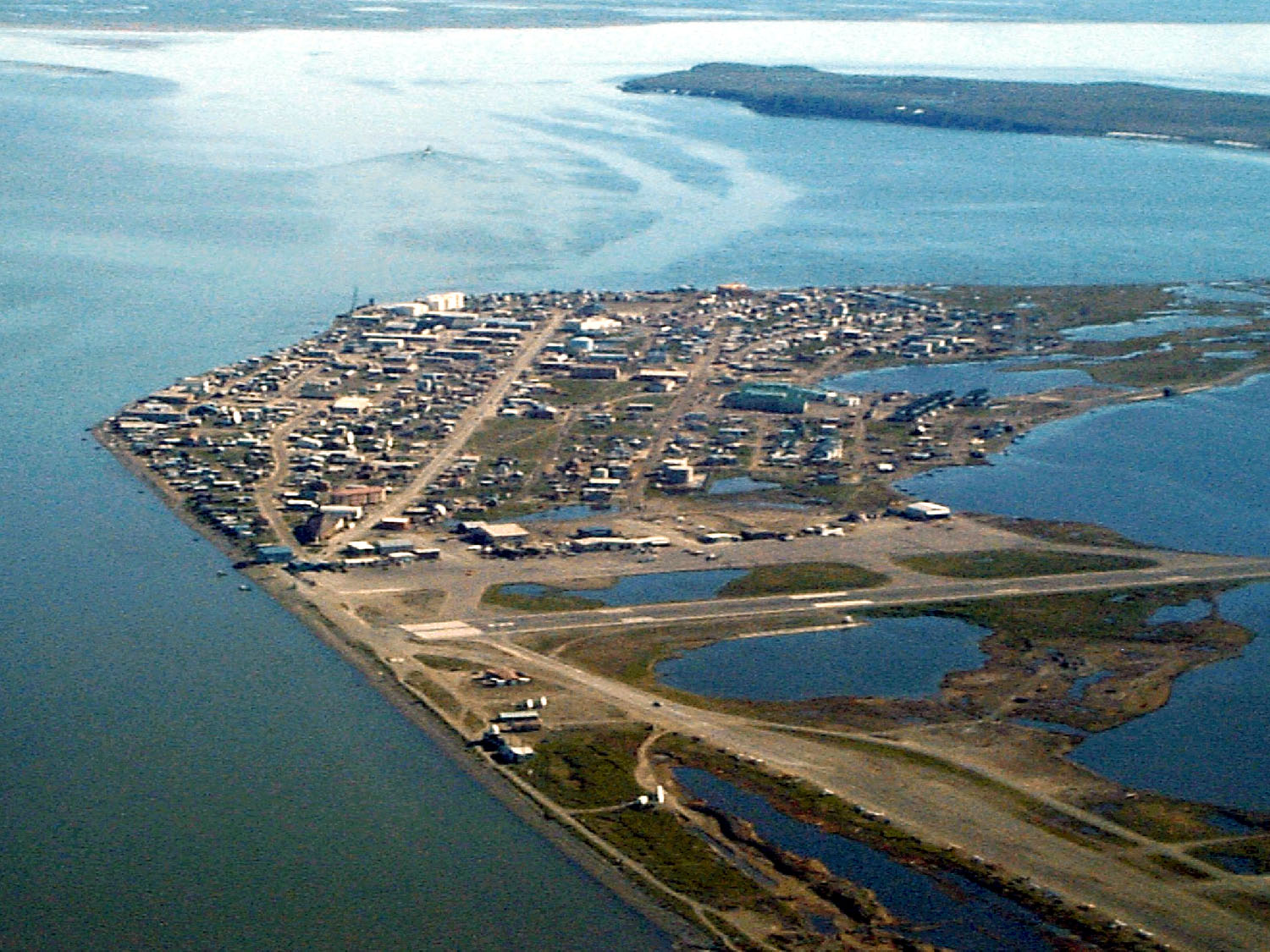
Luchtfoto van Kotzebue

Kotzebue is een city in het noordwesten van de Amerikaanse staat Alaska, gelegen aan noordzijde van de Kotzebuebaai. Het is genoemd naar de Baltische ontdekkingsreiziger Otto von Kotzebue. Het heeft zo rond de 3000 inwoners.

## Demografie
Bij de volkstelling in 2000 werd het aantal inwoners vastgesteld op 3082.
In 2006 is het aantal inwoners door het United States Census Bureau geschat op 3185, een stijging van 103 (3.3%).

## Geografie
Volgens het United States Census Bureau beslaat de plaats een oppervlakte van 74,2 km², waarvan 69,9 km² land en 4,3 km² water.

## Geschiedenis
Tijdens archeologische opgravingen zijn er sporen gevonden dat de Inupiat al rond het jaar 1400 leefden in Kotzebue. Vanwege zijn locatie was Kotzebue het grootste handelscentrum van de hele omgeving.
De rivieren Noatak, Selawik en Kobuk monden uit in de Kotzebue Sound (Baai) vlak bij Kotzebue en deze rivieren vormen voor het handelsgebied een belangrijke vaarroute naar plaatsen in het binnenland.

## Luchthaven
De luchthaven, van Kotzebue heet de Ralph Wien Memorial Airport.
Dit is de enige luchthaven in de Northwest Artic Borough met regelmatige passagierlijndiensten en vrachtservice naar commerciële luchthavens van en naar de Ted Stevens Anchorage International Airport en Nome Airport.

## Plaatsen in de nabije omgeving
De onderstaande figuur toont nabijgelegen plaatsen in een straal van 96 km rond Kotzebue.

## Voetnoten
1. ↑  (en)  U.S. Census Bureau. Census 2000 Summary File 1
2. ↑  (en)  U.S. Census Bureau. Population estimates (July 2006)